# Меран (Аверон)
Мера́н (фр. Mayran, окс. Mairanh) — коммуна во Франции, находится в регионе Окситания. Департамент — Аверон. Входит в состав кантона Риньяк. Округ коммуны — Родез.
Код INSEE коммуны — 12142.
Коммуна расположена приблизительно в 500 км к югу от Парижа, в 115 км северо-восточнее Тулузы, в 18 км к западу от Родеза.

## Население
Население коммуны на 2008 год составляло 521 человек.
| 1962 | 1968 | 1975 | 1982 | 1990 | 1999 | 2008 |
| ---- | ---- | ---- | ---- | ---- | ---- | ---- |
| 537  | 565  | 520  | 492  | 472  | 454  | 521  |

## Экономика
В 2007 году среди 283 человек в трудоспособном возрасте (15—64 лет) 229 были экономически активными, 54 — неактивными (показатель активности — 80,9 %, в 1999 году было 74,4 %). Из 229 активных работали 224 человека (127 мужчин и 97 женщин), безработных было 5 (2 мужчин и 3 женщины). Среди 54 неактивных 10 человек были учениками или студентами, 26 — пенсионерами, 18 были неактивными по другим причинам.

## Достопримечательности
- Бывший амбар монастыря Рюфпейр (XIII—XIV века). Памятник истории с 2002 года[3]